# モリシー (ミュージシャン)
モリシー（1987年5月11日 - ）は、日本の音楽家である。Awesome City Clubのギター、シンセサイザー担当。
Macro_creaMの名義でソロユニット活動を行なっている。他にはサポート・ミュージシャン、レコーディング・エンジニアとしても活動している。音楽学校講師の経験あり。

## 来歴
2009年からモリシマヒロシ名義でバンド「thatta」のメンバーとして活動し、2014年に脱退した。
2013年にかつて共に音楽スタジオで働いていたマツザカタクミからバンド活動を誘われたことがきっかけでAwesome City Clubを結成。
2014年7月19日公開の短編映画『みなと、かこ、げんざい』（長棟航平監督）に出演し、また劇中音楽制作を担当。
Keishi TanakaやShiggy Jr.、須田景凪、Mega Shinnosuke、DAOKO、レルエなどのライブサポートとしての参加している。
2024年からコーヒースタンド「MORISHIMA COFFEE STAND」を下高井戸で開店し、コーヒー店主として営業している。

## 参加作品

### 楽曲制作
- TOYOTAのコンセプトカー「Camatte」イメージ映像音楽（2012年・2013年）

### レコーディング参加
- THE KEYS 『Die A Little』（2013年11月16日）- レコーディング、ミックス[8]
- NACANO『GASTRONOMY』（2014年10月8日）- プロデュース、ミックス